# Freedom to Fly
Freedom to Fly es el cuarto álbum de estudio del guitarrista estadounidense Tony MacAlpine y producido por Robert Margouleff, publicado en 1992 a través de Shrapnel Records (Estados Unidos) y Roadrunner Records (Europa).

## Lista de canciones
Toda la música compuesta por Tony MacAlpine, excepto donde se indique lo contrario. 
| N.º | Título                                  | Duración |  |
| 1.  | «Ice Princess»                          | 4:48     |  |
| 2.  | «Box Office Poison»                     | 4:51     |  |
| 3.  | «Salvation»                             | 5:25     |  |
| 4.  | «Freedom to Fly»                        | 3:47     |  |
| 5.  | «Champion»                              | 5:12     |  |
| 6.  | «Stream Dream»                          | 4:23     |  |
| 7.  | «Albania»                               | 4:37     |  |
| 8.  | «Étude Op. 25, No. 2» (Frédéric Chopin) | 1:33     |  |
| 9.  | «Disciples of Fear»                     | 4:11     |  |
| 10. | «Capistrano»                            | 4:20     |  |

## Créditos
- Tony MacAlpine – guitarra, teclados, piano
- Mike Terrana – batería
- Larry Dennison – bajo
- Robert Margouleff – mezcla, productor discográfico
- Brant Biles – ingeniero de sonido, mezclas
- Colin Mitchell – asistente de mezclas
- Rusty Richards – asistente de mezclas
- Bernie Grundman – masterización